# Gun Carrier Mark I

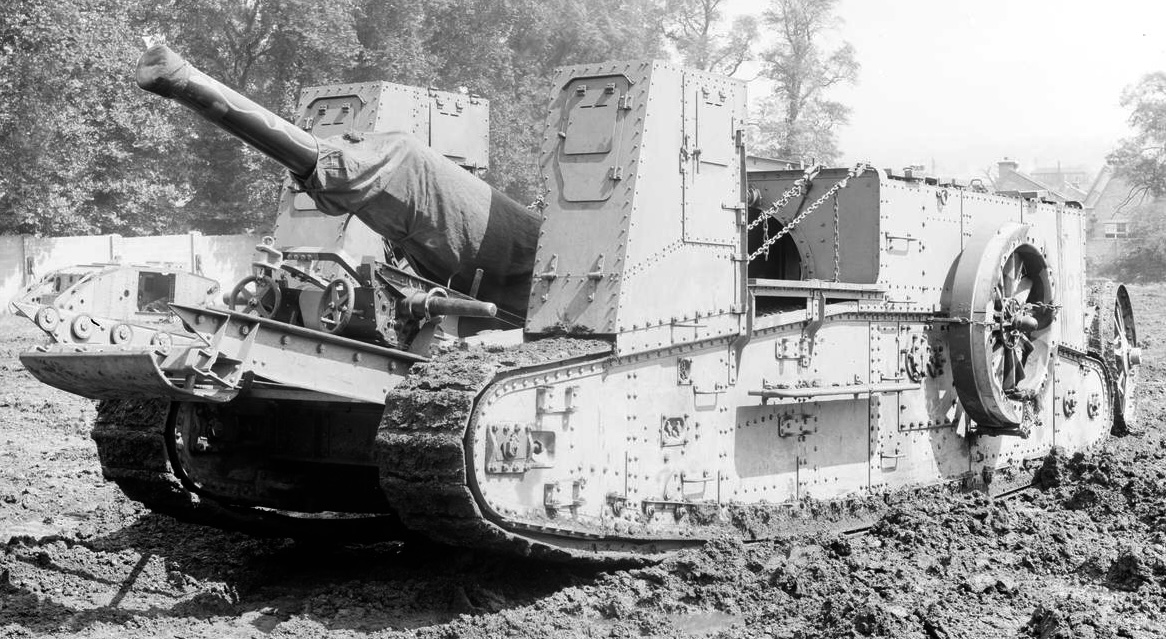
Brytyjski Gun Carrier Mark I z działem 60-funtowym

Gun Carrier Mark I (ang. „Transporter artyleryjski wz. I”) – brytyjski pojazd wojskowy zbudowany w okresie I wojny światowej, było to pierwsze na świecie samobieżne działo polowe o napędzie gąsienicowym.

## Historia
Pojazd powstał w odpowiedzi na wątpliwości, czy w przypadku przełamania statycznej linii frontu i przejścia do wojny manewrowej (a właśnie do takiego zadania zaprojektowano i zbudowano pierwsze czołgi) ciężka artyleria polowa będzie w stanie podążać za szybko nacierającą piechotą i kawalerią.
Aby rozwiązać ten problem Major Gregg, inżynier pracujący w produkującej czołgi firmie Metropolitan, zaproponował, aby używając części czołgu Mark I skonstruować samobieżny pojazd artyleryjski. Produkcja prototypu została zaaprobowana 5 czerwca 1916, a już w lipcu rozpoczęto prace projektowe. Pierwszy prototyp odbył próby 3 marca 1917, zamówiono wówczas 50 pojazdów tego typu. Zostały one dostarczone w czerwcu i lipcu 1917.

## Opis konstrukcji
Na niskim podwoziu umieszczono prostokątne, „klockowate” nadwozie, silnik marki Daimler o mocy 105 KM umieszczony był z tyłu pojazdu. Sterowanie pojazdem było niezmiernie skomplikowane i potrzebne były do tego aż cztery osoby – kierowca, „hamulcowy” i dwóch „biegowych” (odpowiedzialnych za zmianę biegów na niezależnych gąsienicach).
Uzbrojenie montowane było z przodu pojazdu (5-calowe 60-funtowe działo polowe lub 6-calowa haubica). Działo lub haubica mieściły się na ruchomej platformie, która była obniżana na ziemię przed oddaniem strzału. Teoretycznie miało być także możliwe strzelanie bezpośrednio z transportera, w praktyce było to tylko możliwe w wersji uzbrojonej w haubicę.

## Historia operacyjna
W lipcu 1917 utworzono dwie kompanie Gun Carrierów w skład których weszło po 24 pojazdy. Najprawdopodobniej żaden Gun Carrier nie został nigdy użyty bojowo, jako że nigdy nie doszło do planowanego przełamania frontu. Do końca wojny były one używane do przewozu zaopatrzenia na front, jeden Carrier był w stanie zastąpić prawie 300 tragarzy.